# Náhuatl periférico oriental
El náhuatl periférico oriental es un grupo de lenguas nahuanas que incluye al idioma náhuat de Centroamérica y a los dialectos náhuatl de la Sierra Norte de Puebla, el sur de Veracruz y Tabasco (dialectos del Istmo):
- Náhuatl de la Sierra Norte de Puebla
- Náhuatl oaxaqueño (Tehuacán–Zongolica) (?)
- Náhuatl del Istmo
- Náhuat o pipil y náhuatl tabasqueño  (incluyendo al extinto náhuatl chiapaneco (?))

Los límites del náhuatl oriental no están claros. El náhuatl del sureste de Puebla (Tehuacán-Zongolica) es particularmente ambiguo. Hasler (1996:164) resume la situación: 
"Juan Hasler (1958:338) interpreta la presencia de características del dialecto oriental y características del dialecto central en la región como una indicación de un sustrato del náhuatl oriental y un superestrato del náhuatl central. Una Canger (1980:15–20) clasifica la región como parte del área oriental, mientras que Yolanda Lastra (1986:189–190) la clasifica como parte del área central."